# Peter Casagrande

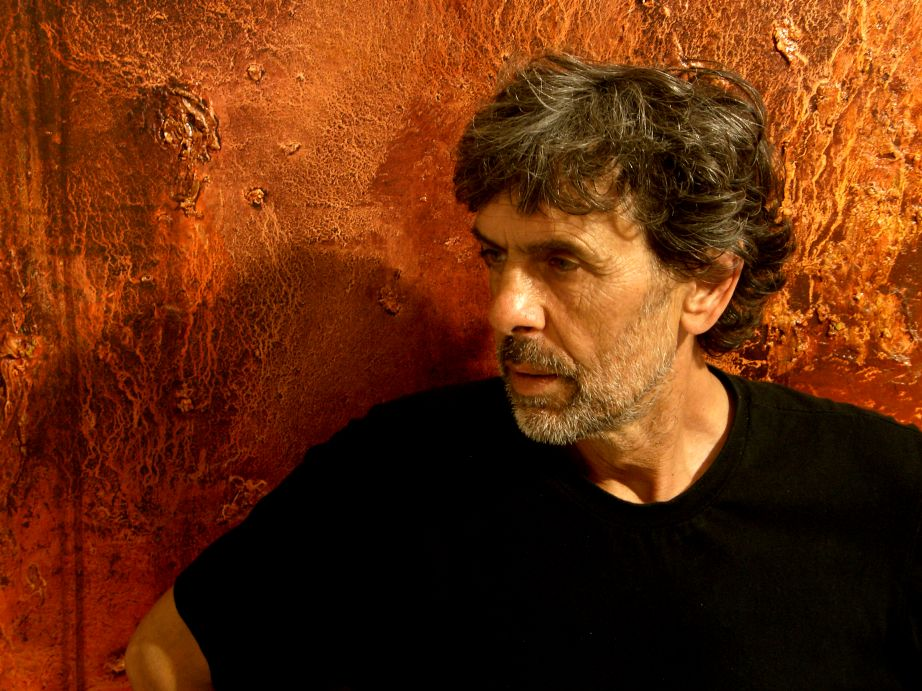
Peter Casagrande, 2006. Bild: Ingrid Joas

Peter Casagrande (* 23. Februar 1946 in Weilheim) ist ein deutscher Maler. Er lebt und arbeitet in Maitenbeth, 40 km östlich von München, im Allgäu und in Genua.

## Leben

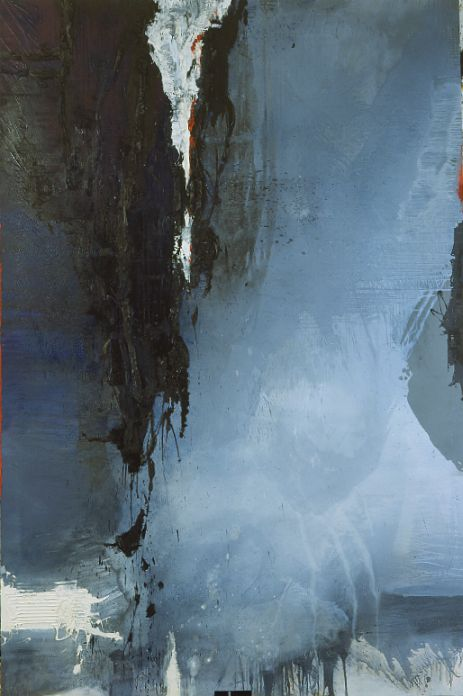
Öl auf Leinwand 300 × 200 cm, 1998

Nach einer Lehre als Schriftenmaler (1960 bis 1963) studierte Peter Casagrande von 1970 bis 1972 und von 1979 bis 1980 an der Akademie der Bildenden Künste München, bei Rudi Tröger und von 1972 bis 1975 an der Hochschule für Bildende Künste, Berlin. 1979 gründete er das Künstlerkollektiv „Maitenbeth“.
1983 erhielt er ein Jahresstipendium der Stadt München sowie den Staatlichen Förderpreis des Landes Bayern.

## Werk
Der Malerei Casagrandes liegt ein gestisch-informeller Ansatz zugrunde. Die Entstehung selbst ist wesentlicher Teil von Peter Casagrandes Kunstverständnis. Seine vorwiegend großformatigen Bilder entstehen in einem ungehemmten Malprozess, in dem sich in vielen Schichten Malaktionen mit großflächigen Farbverläufen überlagern. Das Bild entwickelt sich so schrittweise aus dem Bildgrund nach oben. Darunter liegende Malspuren bleiben dabei sichtbar und drängen zurück an die darüber liegende Bildoberfläche, das Bild erinnert auf diese Weise an seine eigene Entstehung.
Je länger man die Gemälde Casagrandes betrachtet, umso stärker relativiert sich die übliche Raumvorstellung. Casagrande entkleidet den Raum jeglicher Gegenständlichkeit und lässt ihn allein durch Farbe und Überlagerung der Malstrukturen entstehen. Zitat: „Raum ist immer mein Thema gewesen, von Anfang an. Ich versuche, in meiner Malerei ein Raumerlebnis zu erzeugen. Raumbewegung - Raum, der sich dehnt, der wächst, Raum als einen völlig offenen Begriff.“

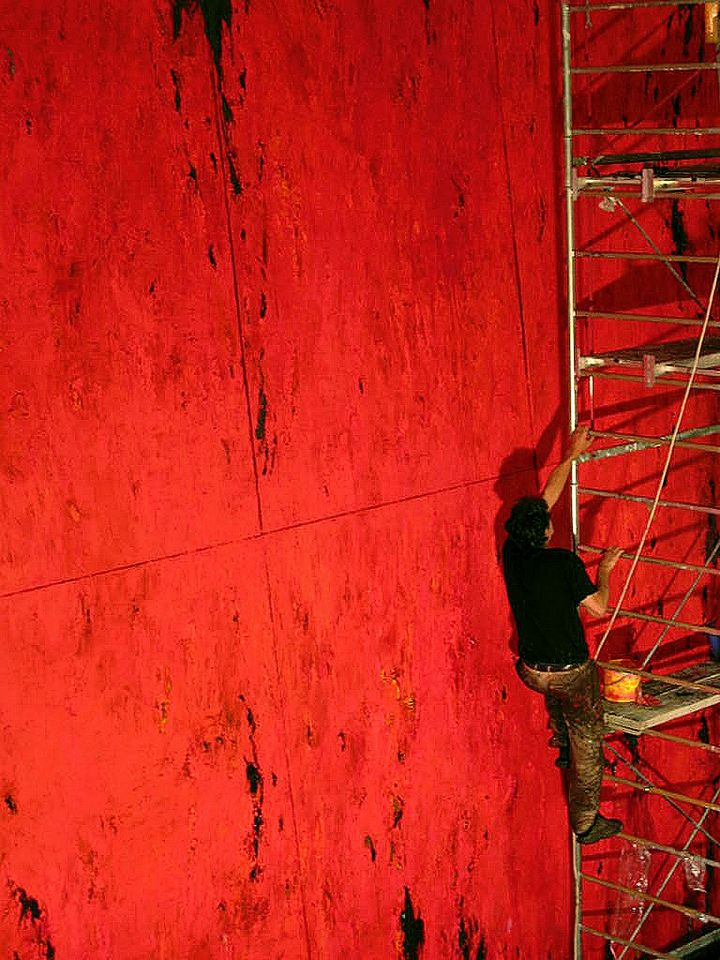
Atelier Casalmaggiore, 2002

## Sammlungen (Auswahl)
- Akademie der Bildenden Künste, München
- Staatliche Gemäldesammlungen, München
- Städtische Galerie im Lenbachhaus, München
- Residenztheater, München
- KPM Treuhand, Frankfurt
- Städtische Galerie Rosenheim
- Fondazione Reverberi, Genova
- Neues Kulturhaus Burghausen
- Schwabenakademie – Kloster Irsee
- Museo Diotti, Casalmaggiore
- Collection Jardiniers, Paris
- Musée de la Ville, Anglet (F)

## Ausstellungen (Auswahl)

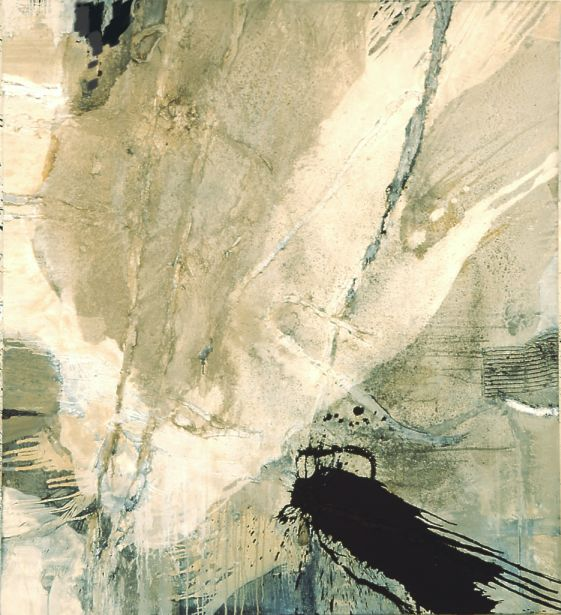
Öl auf Leinwand 210 × 190 cm, 2000

- 1983 – Große Kunstausstellung, Haus der Kunst, München
- 1984 – Bayerische Kunst unserer Tage, Wien, Budapest, Kairo
- 1985 – Symposion 85, Nürnberg
- 1987 – Lorenzelli Arte, Mailand
- 1988 – Kipa Contemporary Art, London
- 1993 – Galerie Pabst, Frankfurt
- 1998 – Fondazione Reverberi, Genova
- 2002 – Farblandschaften, Van Ham Kunstauktionen, Köln; Experimentelle 12, Schloss Randegg; Work in progress, Casalmaggiore
- 2005 – Work in progress Femmes blanches et noires, Landestheater Schwaben
- 2006 – Museum Baden, Solingen; Art Paris (Galerie Protée); Kunsthalle Villa Kobe, Halle
- 2007 – Projekt Game over, Kloster Irsee; Galerie Protée, Paris
- 2008 – 12 im Focus, Städtische Galerie, Rosenheim; Galerie Municipale Georges Pompidou, Anglet
- 2009 – Bilder 1998 bis 2008, Galerie Noah, Augsburg; Bilder 2000-2009, Galerie Titus Koch, Schloss Randegg
- 2010 – Bilder 2000 - 2010, Kunsthalle Kempten; Das große Format, Bilder 1995 - 2010, Kunstpavillon München
- 2012 – Experimentelle 17, Stadtgalerie Markdorf
- 2014 – Experimentelle 18, Schloss Randegg
- 2015 – Galerie Noah, Augsburg
- 2016 – Galerie Schrade, Schloß Mochental, „Abstaktion – Von Hölzel bis heute“
- 2017 – Work in Progress, Kunsthalle Schweinfurt; Galerie Schrade, Schloß Mochental Fondazione Peano, Cuneo
- 2018 – Mantova – Rosenheim Städtische Galerie Rosenheim
- 2019 – Galerie Protée, Paris
- 2022 – Imprevedibilità (Unvorhersehbarkeit), 19. bis 30. Juli 2022, Villa Claricini Dornpacher, Cividale

## Zitate

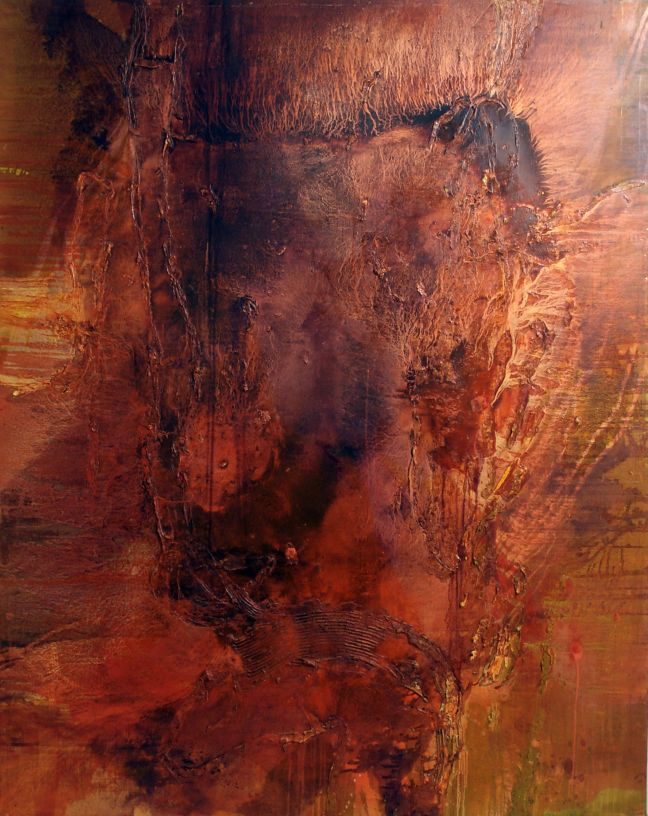
Öl auf Leinwand 250 × 200 cm, 2005

- „Malen als eine unentwegte Folge von Sedimentierungen - Aufbrüchen - Verwerfungen. Das beständige Sich-Ablagern bildnerischer Energie auf dem Weg zu einem Bild, das sich erst ganz am Ende zeigt.“
- „Am Ende muss ein Bild über mich hinauswachsen, muss mehr sein als ich erklären kann.“

(Zitate aus „Verborgene Welten“, Atelierbesuch, Bayerisches Fernsehen, 1999)

## Film/TV/Radio (Auswahl)
- Großformatige Bilder, Galerie Gschwendt, Bayerisches Fernsehen, 20. Juni 1986
- Die Dominanz des Raumes, RFR Rosenheim, 23. November 1990
- Capriccio, Städtische Galerie Rosenheim, Bayerisches Fernsehen, 2. März 1995
- Das große Format, Parochialkirche Berlin, SFB Berlin, 4. Mai 1996
- Verborgene Welten, Atelierbesuch, Bayerisches Fernsehen, 1. Januar 1999
- Kinder treffen Künstler (Peter Casagrande), Film von Ute Lechner und Benedikt Pictures, 2008
- Peter Casagrande – Offene Ateliertage 2009, Film, Regional Fernsehen Ostbayern, 2009
- Wie groß muss ein Bild sein,  Südlicht, Bayerisches Fernsehen, 3. Mai 2017, 30 min.

## Literatur/Publikationen/Kataloge (Auswahl)

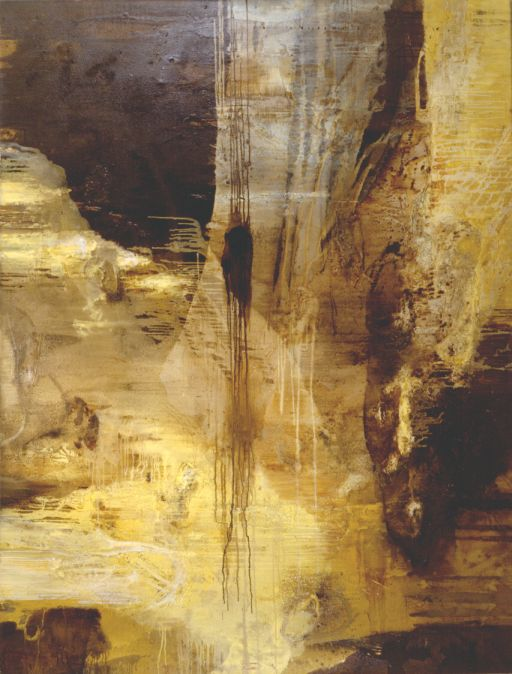
Öl auf Leinwand 250 × 190 cm, 1996